# 가나의 정치
가나의 정치는 대의제 민주주의를 기반으로 하는 대통령제이다. 대통령이 정부의 수반과 국가 원수를 겸하고 있다. 정부와 의회 모두에게 입법권이 있고 사법권은 독립적인 법원이 갖는다.

## 헌법
가나의 헌법은 영국과 미국의 법체계를 기반으로 제정되었으며 현행 헌법은 4번째 개정이 이루어진 상태이다.(1957년, 1960년, 1969년, 1979년) 가나의 헌법은 민주 공화국을 표방하고 쿠데타, 독재, 일당제(一黨制)를 부정하며 권력분립을 명시하고 있다. 그러나 “임시 국가방위 위원회”한때 정당 활동을 금지시킨 적이 있고 1990년 정당 활동이 재개되었으나 여전히 임시 국가방위 위원회가 최고의 권력을 지니고 있다.

## 행정부
가나는 대통령제를 채택하고 있으며 대통령이 행정부의 수반을 맞고 있다. 현재의 대통령은 신애국당의 존 쿠프오르(2001년 취임)이다.
- 2004년 대통령 선거 결과

| 정당명                                                          | 후보명          | 득표수    | 득표율 |
| --------------------------------------------------------------- | --------------- | --------- | ------ |
| 신애국당                                                        | 존 쿠프오르     | 4,524,074 | 52.45% |
| 민주국민회의                                                    | 존 아타밀스     | 3,850,368 | 44.64% |
| 정당연합 (인민의 국민회의/대통합민중당/모든 곳의 모든 가나인들) | 에드워드 마하마 | 165,375   | 1.92%  |
| 통합인민당                                                      | 조지 아구데이   | 85,968    | 1.00%  |

## 입법부
가나의 입법부는 단원제 의회로 구성되어 있으며 의원의 임기는 4년으로 전시에는 12개월간 임기가 연장될 수 있다. 선거는 4년마다 이루어지며 소선거구 제도를 택하고 있다.
- 2004년 주요 정당과 선거 결과

| 정당명                                                          | 득표수    | 득표율    | 의석수 |
| --------------------------------------------------------------- | --------- | --------- | ------ |
| 신애국당                                                        | 4,524,074 | 52.45%    | 128    |
| 민주국민회의                                                    | 3,850,368 | 44.64%    | 94     |
| 정당연합 (인민의 국민회의/대통합민중당/모든 곳의 모든 가나인들) | 165,375   | 1.92%     | 4      |
| 통합인민당                                                      | 85,968    | 1.00%     | 3      |
| 무소속                                                          | 48,216    | 0.57%     | 1      |
| 총 의석수                                                       | 총 의석수 | 총 의석수 | 230    |

## 사법권
독입적인 대법원이 사법권을 행사하며 재판의 관할과 행정과 입법의 위헌여부에 대한 결정권을 갖는다.